# Snowboard aux Jeux olympiques de 2014 - Cross femmes
Navigation
Vancouver 2010 Pyeongchang 2018
Le cross féminin des Jeux olympiques d'hiver de 2014 a lieu le 16 février 2014 à 11 h 00 puis à 13 h 15 au parc extrême Rosa Khutor. L'épreuve est présente depuis les Jeux olympiques de 2006 qui se sont déroulés à Turin, soit lors de la troisième apparition du snowboard aux Jeux d'hiver.
La tenante du titre est la Canadienne Maelle Ricker qui a remporté l'épreuve à Vancouver en 2010 devant la Française Deborah Anthonioz, médaille d'argent, et la Suissesse Olivia Nobs, médaille de bronze.

## Médaillés
| Or                | Argent                  | Bronze                |
| Eva Samková (CZE) | Dominique Maltais (CAN) | Chloé Trespeuch (FRA) |

## Qualification
Les qualifications ont commencé à 11 h.
| Rang | Dossard | Athlète               | Nationalité        | 1er Passage | 2e Passage | Meilleur | Notes |
| ---- | ------- | --------------------- | ------------------ | ----------- | ---------- | -------- | ----- |
| 1    | 5       | Eva Samková           | République tchèque | 1:20.61     |            | 1:20.61  | Q     |
| 2    | 15      | Lindsey Jacobellis    | États-Unis         | 1:21.40     |            | 1:21.40  | Q     |
| 3    | 16      | Dominique Maltais     | Canada             | 1:22.26     |            | 1:22.26  | Q     |
| 4    | 11      | Maëlle Ricker         | Canada             | 1:22.44     |            | 1:22.44  | Q     |
| 5    | 13      | Charlotte Bankes      | France             | 1:23.12     |            | 1:23.12  | Q     |
| 6    | 14      | Yuka Fujimori         | Japon              | 1:23.22     |            | 1:23.22  | Q     |
| 7    | 19      | Belle Brockhoff       | Australie          | 1:23.22     |            | 1:23.22  | Q     |
| 8    | 10      | Nelly Moenne-Loccoz   | France             | 1:23.50     |            | 1:23.50  | Q     |
| 9    | 2       | Faye Gulini           | États-Unis         | 1:23.96     |            | 1:23.96  | Q     |
| 10   | 23      | Sandra Daniela Gerber | Suisse             | 1:24.10     |            | 1:24.10  | Q     |
| 11   | 8       | Alexandra Jekova      | Bulgarie           | 1:24.29     |            | 1:24.29  | Q     |
| 12   | 18      | Isabel Clark Ribeiro  | Brésil             | 1:24.31     |            | 1:24.31  | Q     |
| 13   | 12      | Chloé Trespeuch       | France             | 1:24.47     | 1:23.43    | 1:23.43  | Q     |
| 14   | 9       | Zoe Gillings          | Grande-Bretagne    | 1:24.72     | 1:23.78    | 1:23.78  | Q     |
| 15   | 22      | Torah Bright          | Australie          | 1:25.32     | 1:23.96    | 1:23.96  | Q     |
| 16   | 24      | Déborah Anthonioz     | France             | 1:24.78     | 1:24.23    | 1:24.23  | Q     |
| 17   | 21      | Maria Ramberger       | Autriche           | 1:24.55     | 1:24.45    | 1:24.45  | Q     |
| 18   | 3       | Micheala Moioi        | Italie             | 1:24.72     | DNS        | 1:24.72  | Q     |
| 19   | 7       | Raffaella Brutto      | Italie             | 1:25.11     | DNS        | 1:25.11  | Q     |
| 20   | 4       | Simona Meiler         | Autriche           | 1:25.17     | 1:25.47    | 1:25.17  | Q     |
| 21   | 20      | Susanne Moll          | Autriche           | 1:25.43     | DSQ        | 1:25.43  | Q     |
| 22   | 17      | Bell Berghuis         | Pays-Bas           | 1:28.19     | 1:28.70    | 1:28.19  | Q     |
|      | 1       | Helene Olafsen        | Norvège            | DNF         | DNS        | DNF      | Q     |
|      | 6       | Jacqueline Hernandez  | États-Unis         | DNF         | DNS        | DNF      | Q     |

Légende : Q – Qualifié pour les quarts de finale ; DNS – N'a pas commencé ; DNF – N'a pas terminé

## Résultats

### Quarts de finale
| Rang | Dossard | Athlète              | Nationalité        | Notes |
| ---- | ------- | -------------------- | ------------------ | ----- |
| 1    | 1       | Eva Samková          | République tchèque | Q     |
| 2    | 8       | Nelly Moenne-Loccoz  | France             | Q     |
| 3    | 9       | Faye Gulini          | États-Unis         | Q     |
| 4    | 16      | Déborah Anthonioz    | France             |       |
| 5    | 17      | Maria Ramberger      | Autriche           |       |
|      | 9       | Jacqueline Hernandez | États-Unis         | DNS   |

| Rang | Dossard | Athlète              | Nationalité | Notes |
| ---- | ------- | -------------------- | ----------- | ----- |
| 1    | 13      | Chloé Trespeuch      | France      | Q     |
| 2    | 20      | Simona Meiler        | Suisse      | Q     |
| 3    | 21      | Susanne Moll         | Autriche    | Q     |
| 4    | 12      | Isabel Clark Ribeiro | Brésil      |       |
| 5    | 5       | Charlotte Bankes     | France      |       |
|      | 4       | Maëlle Ricker        | Canada      | DNF   |

| Rang | Dossard | Athlète           | Nationalité | Notes |
| ---- | ------- | ----------------- | ----------- | ----- |
| 1    | 3       | Dominique Maltais | Canada      | Q     |
| 2    | 11      | Alexandra Jekova  | Bulgarie    | Q     |
| 3    | 14      | Zoe Gillings      | Royaume-Uni | Q     |
| 4    | 19      | Raffaella Brutto  | Italie      |       |
| 5    | 22      | Bell Berghuis     | Pays-Bas    |       |
| 6    | 6       | Yuka Fujimori     | Japon       |       |

| Rang | Dossard | Athlète               | Nationalité | Notes |
| ---- | ------- | --------------------- | ----------- | ----- |
| 1    | 2       | Lindsey Jacobellis    | États-Unis  | Q     |
| 2    | 18      | Michela Moioli        | Italie      | Q     |
| 3    | 7       | Belle Brockhoff       | Australie   | Q     |
| 4    | 10      | Sandra Daniela Gerber | Suisse      |       |
| 5    | 15      | Torah Bright          | Australie   |       |
|      | 23      | Helene Olafsen        | Norvège     | DNS   |

Légende : Q – Qualifié pour la demi-finale ; DNS – N'a pas commencé ; DNF – N'a pas terminé

### Demi-finales
| Rang | Dossard | Athlète             | Nationalité        | Notes |
| ---- | ------- | ------------------- | ------------------ | ----- |
| 1    | 1       | Eva Samková         | République tchèque | Q     |
| 2    | 13      | Chloé Trespeuch     | France             | Q     |
| 3    | 9       | Faye Gulini         | États-Unis         | Q     |
| 4    | 8       | Nelly Moenne-Loccoz | France             |       |
|      | 21      | Susanne Moll        | Autriche           | DSQ   |
|      | 20      | Simona Meiler       | Suisse             | DSQ   |

| Rang | Dossard | Athlète            | Nationalité | Notes |
| ---- | ------- | ------------------ | ----------- | ----- |
| 1    | 3       | Dominique Maltais  | Canada      | Q     |
| 2    | 11      | Alexandra Jekova   | Bulgarie    | Q     |
| 3    | 18      | Michela Moioli     | Italie      | Q     |
| 4    | 14      | Zoe Gillings       | Royaume-Uni |       |
| 5    | 7       | Belle Brockhoff    | Australie   |       |
| 6    | 2       | Lindsey Jacobellis | États-Unis  |       |

Légende : DSQ – Disqualifié ; DNS – N'a pas commencé ; DNF – N'a pas terminé

### Finales
| Rang | Dossard | Athlète             | Nationalité | Notes |
| ---- | ------- | ------------------- | ----------- | ----- |
| 7    | 2       | Lindsey Jacobellis  | États-Unis  |       |
| 8    | 7       | Belle Brockhoff     | Australie   |       |
| 9    | 14      | Zoe Gillings        | Royaume-Uni |       |
| 10   | 20      | Simona Meiler       | Suisse      |       |
| 11   | 8       | Nelly Moenne-Loccoz | France      |       |
| 12   | 21      | Susanne Moll        | Autriche    | DNS   |

| Rang                                | Dossard | Athlète           | Nationalité        | Notes |
| ----------------------------------- | ------- | ----------------- | ------------------ | ----- |
| Médaille d'or, Jeux olympiques      | 1       | Eva Samková       | République tchèque |       |
| Médaille d'argent, Jeux olympiques  | 3       | Dominique Maltais | Canada             |       |
| Médaille de bronze, Jeux olympiques | 13      | Chloé Trespeuch   | France             |       |
| 4                                   | 9       | Faye Gulini       | États-Unis         |       |
| 5                                   | 11      | Alexandra Jekova  | Bulgarie           |       |
| 6                                   | 18      | Michela Moioli    | Italie             | DNF   |

Légende : DNS – N'a pas commencé ; DNF – N'a pas terminé